# Han Huandi
Kaiser Huan von Han (chinesisch 漢桓帝, Pinyin hàn huán dì, W.-G. Han Huan-ti; * 132; † 168) war der zehnte Kaiser der Han-Dynastie und ein Urenkel des Kaisers Zhang.
Nachdem Liang Ji Kaiser Zhi im Jahre 146 vergiftet hatte, überredete er seine Schwester, die Kaiserinmutter Liang Na, den 14-jährigen Liu Zhi zum Kaiser zu machen (Kaiser Huan). Mit den Jahren wuchs Kaiser Huans Abneigung gegen Liang Ji, und er entschloss sich, die Liang-Familie mit Hilfe der Eunuchen zu stürzen. Nach diesem Staatsstreich im Jahre 159 ergriffen die Eunuchen jedoch durch ihren prosperierenden Einfluss langsam die Macht am Hof. Die Korruption im Reich war zu dieser Zeit am schlimmsten, und 166 brach ein Aufstand aus. Die Schüler der Lehrstätten verlangten vom Kaiser, die korrupten Beamten auszulöschen. Stattdessen ließ der Kaiser die aufrührerischen Schulen schließen und Schüler und Lehrer ächten. Kaiser Huans Regierung, obwohl autokratisch geführt, trug entscheidend zum Niedergang der Han-Dynastie bei.
Hou Hanshu, die Geschichte der Späteren Han, erwähnt eine römische Gesandtschaft (womöglich von Kaiser Marcus Aurelius), welche die chinesische Hauptstadt Luoyang 166 erreichte und vom Kaiser Huan empfangen wurde.
Kaiser Huan starb 168 nach 22 Regierungsjahren im Alter von 36 Jahren.

## Leben

### Familiärer Hintergrund und Thronbesteigung
Liu Zhi wurde 132 als Sohn von Liu Yi (劉翼) und seiner Konkubine Yan Ming (匽明) geboren. Liu Yi war der Marquis von Liwu und der Sohn von Liu Kai (劉開), dem Prinzen Xiao von Hejian, der ein Sohn des Kaisers Zhang war. Als Erbe seines Vetters Liu Sheng (劉勝) wurde Liu Yi von der Kaiserinmutter Deng Sui zum Prinzen von Pingyuan ernannt, als sie Regentin des Kaisers An war. Bald kamen Gerüchte auf, dass die Kaiserin vorhatte, den Kaiser abzusetzen und Prinz Yi an seine Stelle zu setzen. Nach dem Tod der Kaiserinmutter im Jahre 121 degradierte Kaiser An den Prinzen Yi zum Marquis von Duxiang. Unter der Regierung Kaiser Shuns bat Prinz Kai darum, seinem Sohn den Liwu-Bezirk vererben zu dürfen, der Teil seiner Mark war. So wurde Liu Yi Marquis von Liwu.
Liu Zhi erbte den Titel seines Vaters 146 und wurde Liang Nüying versprochen, einer jüngeren Schwester des Großmarschalls Liang Ji und der Regentin, Kaiserinmutter Liang Na. Noch im selben Jahr entschloss sich Liang Ji, Kaiser Shun zu vergiften, nachdem dieser ihn beleidigt hatte. Die Beamten waren in der Mehrheit dafür, den Prinzen Liu Suan (劉蒜) von Qinghe zum Nachfolger zu ernennen, der ein Vetter ersten Grades des vergifteten Kaisers war. Sein Alter zu dieser Zeit ist nicht bekannt, aber er wird als bedacht und höflich beschrieben. Liang Ji fürchtete jedoch, an einen starken Kaiser die Macht zu verlieren. Weil Liu Zhi noch recht jung und zudem seiner Schwester versprochen war, hoffte Liang Ji, ihn leicht kontrollieren zu können. So bestieg Liu Zhi im Jahr 147 den Thron als Kaiser Huan.

### Frühe Regierung unter Liang Ji
Auch dem 14-jährigen Kaiser Huan diente Liang Na als Regentin, aber ihr Bruder übernahm mehr und mehr die faktische Macht, so dass er bald auch sie in den Schatten stellte. Kaiser Huan ehrte seinen Vater und Großvater postum mit Kaisertiteln, weil aber der Titel der Kaiserinmutter bereits Liang Na verliehen war, ernannte er seine Mutter nur zur kaiserlichen Gemahlin. Im nächsten Jahr erhob er auch Frau Ma, eine weitere Gemahlin seines Vaters, in denselben Stand. Noch im Jahr seiner Thronbesteigung jedoch heiratete er seine Verlobte Liang Nüying und erhob sie zur Kaiserin.
Kaiser Huan wurde zwar mehrheitlich von der Liang-Familie gelenkt, aber zunehmend vertraute er sich auch den Eunuchen am Hofe an und ließ sich von ihnen viele Entscheidungen abnehmen. Zunächst nutzte Liang Ji diesen Einfluss und verbündete sich mit der Eunuchenfraktion. Er versuchte, den Prinzen Suan auszuschalten, der ihm mit seinen Erbfolgeansprüchen ein Dorn im Auge war. So verschwor sich Liang Ji noch 147 mit den Eunuchen Tang Heng (唐衡) und Zuo Guan (左悺) und klagte die verdienten Beamten Li Gu (李固) und Du Qiao (杜喬) fälschlich einer Verschwörung mit Prinz Suan an, um Kaiser Huan zu stürzen. Die Beamten wurden hingerichtet, und Prinz Suan beging nach seiner Degradierung zum Marquis Selbstmord.
Kaiserinmutter Liang Na verkündete 150 ihren Rücktritt von den Staatsgeschäften. Sie werde ab sofort die gesamte Regierungsgewalt in die Hände des Kaisers legen. Noch im selben Jahr verstarb sie, und der Kaiser ernannte seine Mutter Ma zur Kaiserinmutter. Liang Jis Macht aber war ungebrochen; sie schien durch die Abwesenheit seiner Schwester sogar noch gesteigert. Er wurde immer brutaler und korrupter, und bedrohte das Leben aller Beamten, die sich noch gegen ihn zu erheben wagten. Er schloss selbst seinen bescheidenen und friedliebenden Bruder Liang Buying (梁不疑) aus der Regierung aus.
Kaiserinmutter Yan starb 152. Kaiser Huan durfte sie als Nachfolger einer Nebenlinie nicht betrauern; dies übernahm sein Bruder Liu Shi (劉石), der Prinz von Pingyuan.
Die erste große Auseinandersetzung zwischen Beamten und Eunuchen begab sich 153, und viele weitere sollten ihr folgen. Zhu Mu (朱穆), der Gouverneur der Ji-Provinz (heutiges mittleres und nördliches Hebei), hatte herausgefunden, dass der Vater des einflussreichen Eunuchen Zhao Zhong (趙忠) sich in einem Jadegefäß hatte bestatten lassen. Weil diese Ehre nur den kaiserlichen Prinzen gebührte, ordnete Zhu Mu eine Untersuchung des Falls an. Zhao Zhongs Vater wurde exhumiert, und seine sterblichen Überreste aus dem Jadegefäß entfernt. Sowohl Zhao Zhong als auch der Kaiser waren über diese Handlungsweise sehr verärgert. Zhu Mu wurde seines Amtes enthoben und zu schwerer Zwangsarbeit verurteilt.

### Staatsstreich gegen Liang Ji
Der Kaiser wurde mit den Jahren immer unzufriedener mit Liang Jis festem Griff und dem Benehmen der Kaiserin. Diese führte nämlich nicht nur durch die hohe Stellung ihres Bruders ein Luxusleben, das viel verschwenderischer war als das ihrer Vorgängerinnen, sondern sie war auch über alle Maßen eifersüchtig. Weil sie keinen Sohn hatte, wollte sie auch nicht, dass eine der Konkubinen einen bekam. Keine von ihnen zweifelte daran, dass die Kaiserin zu mörderischen Konsequenzen in der Lage war. Kaiser Huan wagte es nicht einzuschreiten, aber er enthielt sich des Verkehrs mit der Kaiserin. In Ärger und Niedergeschlagenheit starb sie 159, weil sie die Gunst ihres Gemahls verloren hatte.
Der Tod der Kaiserin war nur das erste von vielen Ereignissen dieses Jahres, die den Sturz Liang Jis bewirken sollten. Dieser hatte nämlich Deng Mengnü (鄧猛女) adoptiert, die Cousine seiner Gemahlin Sun, ihr den Familiennamen Liang gegeben und sie zu einer kaiserlichen Konkubine gemacht. Nach dem Tod seiner Schwester hoffte Liang Ji, dass seine Adoptivtochter Kaiserin werden würde. Um seine Kontrolle über sie zu verstärken, wollte er ihre Mutter Xuan (宣) ermorden. Der Anschlag wurde jedoch von einem Nachbarn der Mutter vereitelt, dem Eunuchen Yuan She (袁赦).
Als Frau Xuan dem Kaiser von dem Mordversuch berichtete, war er außer sich. Er verschwor sich mit den Eunuchen Tang Heng, Zuo Guan, Dan Chao (單超), Xu Huang (徐璜) und Ju Yuan (具瑗), um Liang Ji zu stürzen. Er besiegelte diesen Schwur, indem er in Dan Chaos Arm biss und bei dessen Blut schwor. Weil Liang Ji Verdacht schöpfte und eine Ermittlung anstrengte, was der Kaiser da mit den Eunuchen plane, handelten die fünf Eunuchen blitzartig. Sie ließen den Kaiser öffentlich verkünden, dass er die Macht von Liang Ji zurückergreife, und umstellten sein Haus mit der Palastwache. Die Sippen der Liang und Sun wurden verhaftet und niedergemetzelt. Auch die vielen Beamten, die Liang Ji nahegestanden hatten, wurden entweder hingerichtet oder abgesetzt, sodass die Regierung eine Zeit lang fast handlungsunfähig war. Die Güter der zwei Sippen wurden für den Staatsschatz beschlagnahmt, was eine Steuerermäßigung um 50 % ermöglichte. Das Volk feierte Liang Jis Ende ausgelassen, aber die politische Situation im Reich verbesserte sich nicht.

### Späte Regierung und Machtblüte der Eunuchen
Nach dem Tod des Großmarschalls nahm der Kaiser seine Konkubine Liang Mengnü zur Gemahlin und erhob sie zur Kaiserin. Weil er ihren Familiennamen verabscheute, ließ er ihn in Bo (薄) ändern. Als er später ihren Geburtsnamen erfuhr, ließ er sie diesen wieder tragen.
Das Volk stellte an Kaiser Huans Regierung nach dem Tod des korrupten Liang Ji große Erwartungen. Der Kaiser aber belohnte seine fünf Mitverschwörer und weitere Eunuchen mit Marquistiteln und Posten von gewaltiger Macht. Durch ihren Wohlstand wurden die Eunuchen unbeschreiblich korrupt, aber der Kaiser schien dies nicht zu bemerken. Nach Dan Chaos Tod wurde über die vier verbliebenen Marquis-Eunuchen ein Lied gedichtet:
Zuo kann des Himmels Entscheidungen verdrehen. Ju ruht ohne Konkurrenz in sich selbst. Xu ist ein lauernder Wolf. Tangs Macht ist allgegenwärtig wie der Regen.
Kaiser Huan selbst verfiel bald der Korruption und duldete keine Kritik. Als der besorgte Bezirksverwalter Li Yun (李雲) in einer Bittschrift darauf drängte, den Eunuchen ihre Macht abzunehmen, nahm der Kaiser großen Anstoß an dem Satz „Erblindet der Kaiser?“. Obwohl viele Beamte und auch einige Eunuchen ihm davon abrieten, ließ der Kaiser den Bittsteller und seinen Freund Du Zhong (杜眾) hinrichten.
Im Jahr 161 erhoben sich die Qiang-Stämme, gefolgt von zahlreichen Bauernaufständen. Um die erhöhten Ausgaben auszugleichen, bot der Kaiser in einem Edikt viele kleinere Posten zum Verkauf feil, auch die der Offiziere der Palastwache (sein Nachfolger Kaiser Ling sollte mit diesem schlechten Beispiel die Lage des Reiches noch weiter verschlimmern). Wenn der Kaiser auch eine glückliche Hand bei der Wahl der Generäle hatte, mit denen er gegen die Aufstände vorging, so brachen doch durch die Korruption, die dem Ämterverkauf folgte, immer neue Revolten aus.
Im Jahr 165 hatte der Kaiser das ausschweifende Treiben der Eunuchen endlich satt. Den letzten der verbliebenen fünf Verschwörer, Ju Yuan, degradierte er, einige andere Eunuchen entband er von ihren Posten. Bald darauf war die Macht der Eunuchen jedoch wiederhergestellt. Nach diesem Muster vollzog sich für den Rest der Herrschaft Kaiser Huans ein Wechsel zwischen Eunuchen und Beamten um den Einfluss am Hof, der nur den Beamten schadete.
Im selben Jahr setzte der Kaiser auch den Auseinandersetzungen zwischen der Kaiserin und seiner Konkubine Guo ein Ende. Er setzte die Kaiserin ab und ließ sie einsperren. Sie verstarb im Gefängnis und einige ihrer Verwandten wurden hingerichtet. Der Kaiser wollte seine Konkubine Tian Sheng (田聖) zur Kaiserin erheben, aber die Beamten rieten davon vehement ab und führten den niederen Geburtsstand dieser Konkubine an. Sie schlugen stattdessen die Konkubine Dou Miao (竇妙) vor, die Tochter des konfuzianischen Scholars Dou Wu (竇武) vor, der ein Nachkomme des verdienten Dou Rong (竇融) war. Dieser hatte sich bei der Gründung der Späteren Han-Dynastie einen Namen gemacht. Obwohl sie nicht in der Gunst des Kaisers stand, gab Kaiser Huan dem Druck nach und erhob Dou Miao zur Kaiserin.
Im Jahr 166 eskalierte der Konflikt zwischen den Universitätsstudenten und den Eunuchen. Li Ying, der Gouverneur der Hauptstadtregion (heutiges westliches Henan und mittleres Shaanxi), hatte den Wahrsager Zhang Cheng (張成) hingerichtet. Dieser hatte seinen Sohn unter dem Vorwand, dass bald eine Generalamnestie käme, zu einem Mord veranlasst. Li Ying wurde jedoch verhaftet, und an die 200 Universitätsstudenten schickten eine Bittschrift an den Kaiser, um die Freilassung des Gouverneurs zu erwirken. Der Kaiser ließ jedoch auch die Studenten festnehmen. Sie kamen nach einem Jahr (auf Dou Wus Betreiben) wieder frei, aber der Kaiser entzog ihnen ihre Bürgerrechte. Dieses Ereignis wurde später als Partisanen-Prohibition bekannt.
Kaiser Huan starb 168 ohne Erben. Die eifersüchtige Dou Miao ermordete die ihr verhasste Konkubine Tian Sheng und nahm die Situation in die Hand. Nachdem sie unter den Mitgliedern des Kaiserhauses eine Suche und Auswahl angestrengt hatte, entschied sie sich für den elfjährigen Liu Hong (劉宏), den Marquis von Jieduting, der den Thron als Kaiser Ling bestieg.

## Äranamen
- Jìan Hé (建和) 147–149
- Hé Píng (和平) 150
- Yúan Jīa (元嘉) 151–153
- Yŏng Xīng (永興) 153–154
- Yŏng Shòu (永壽) 155–158
- Yán Xī (延熹) 158–167
- Yong Kāng (永康) 167

## Familie
- Gemahlinnen:
  - Kaiserin Liang Nüying (147–159)
  - Kaiserin Deng Mengnü (159–165)
  - Kaiserin Dou Miao (165–168)
- wichtige Konkubinen:
  - Gemahlin Guo
  - Gemahlin Tian Sheng
  - Gemahlin Feng
- Kinder
  - Liu Hua, 158 Prinzessin Yang'an
  - Liu Jian, 164 Prinzessin Yingyin
  - Liu Xiu, 166 Prinzessin Yanzhai

| Vorgänger | Amt                      | Nachfolger |
| --------- | ------------------------ | ---------- |
| Zhi       | Kaiser von China 146–168 | Ling       |

| Personendaten    | Personendaten    |
| ---------------- | ---------------- |
| NAME             | Han Huandi       |
| KURZBESCHREIBUNG | Kaiser von China |
| GEBURTSDATUM     | 132              |
| STERBEDATUM      | 168              |